# 캡틴 블러드
《캡틴 블러드》(Captain Blood)는 미국에서 제작된 마이클 커티즈 감독의 1935년 모험, 액션 영화이다. 에롤 플린 등이 주연으로 출연하였다.
이 영화는 아카데미 작품상 후보에 지명되었다.

## 출연

### 주연
- 에롤 플린
- 올리비아 드 하빌랜드

### 조연
- 리오넬 앳윌
- 배질 라스본
- 로스 알렉산더
- 가이 키비
- 헨리 스테펀슨

## 기타
- 원작자: 라파엘 사바티니
- 미술: 앤턴 그롯
- 의상: 밀로 앤더슨